# Zahari Zograf

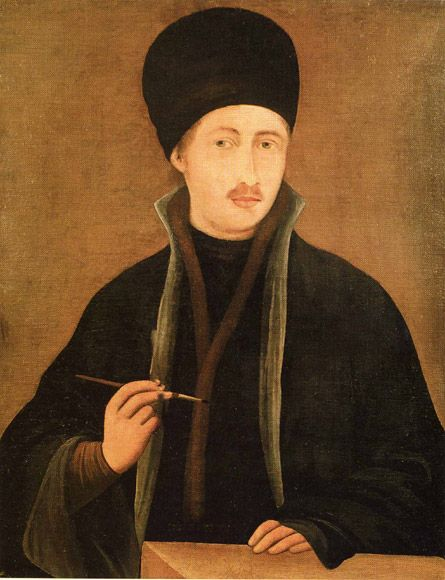
Unul dintre autoportretele sale murale de Zahari Zograf, Galeria Națională de Artă, Sofia.

Zaharii Hristovici Dimitrov (bulgară Захарий Христович Димитров) (1810-1853), cunoscut sub numele de Zahari Zograf (Захари(й) Зограф) este cel mai faimos pictor bulgar de pe vremea Redeșteptării Naționale a Bulgarilor, remarcat pentru picturile sale murale din biserici și de icoane, de multe ori privit ca fondatorul artei laice în Bulgaria ca urmare a introducerii elementelor vieții de zi cu zi  în lucrările sale.
Zahari Zograf s-a născut în orașul Samokov în 1810 și a fost învățat de către fratele lui, Dimităr Zograf, cu care mai târziu, el a lucrat împreună, așa cum tatăl său a murit devreme. Student spiritual al lui Neofit de la Rila din 1827, el a devenit un partener egal de fratele său, la vârsta de 21 de ani, în 1831, de exemplu, el a fost proclamat maestru.
Cele mai cunoscute icoane ale sale sunt cele din Biserica sfintii Constantin și Elena din Plovdiv, Biserica maicii Domnului din Koprivștița, precum și o serie de mănăstiri. Cele mai cunoscute fresce ale lui Zahari Zograf sunt cele din biserica principală de la Mănăstirea Rila, în capela și biserica sfântul Nicolae de la Mănăstirea Bacikovo, Manastirea Troian și Mănăstirea Schimbării la față. El a pictat trei autoportrete murale..

Zahari Zograf a trăit și a lucrat la Muntele Athos între 1851 și 1852, unde a decorat exteriorul pronaosului de la mănăstirea Marea Lavră. De asemenea, el a pictat mai multe biserici în ultimii săi ani, de asemenea, lăsând un număr mare de schițe nefinalizate după moartea lui de tifos pe 14 iunie 1853.

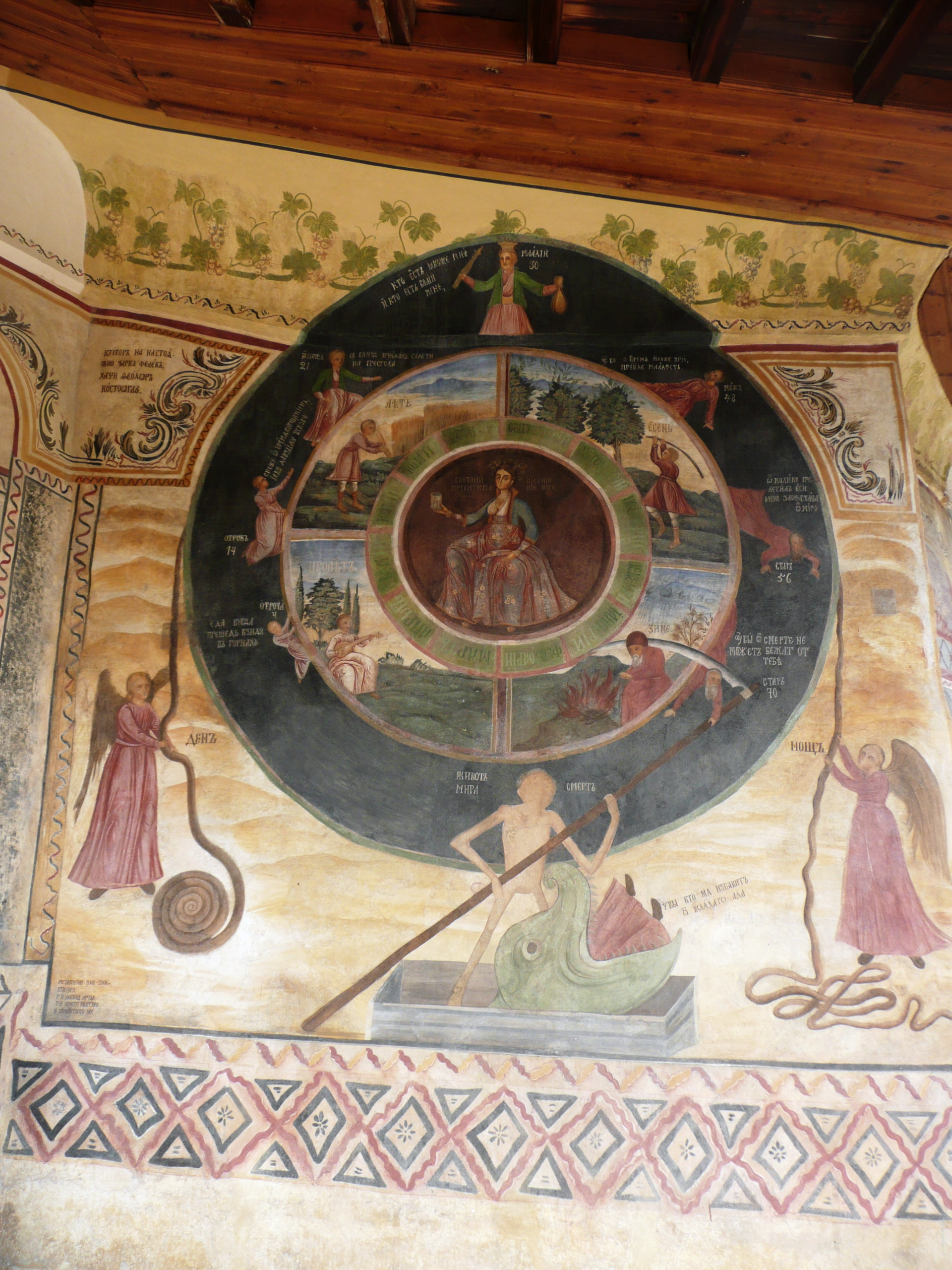
Cercul de viață, Schimbarea Manastirea, Veliko Tarnovo
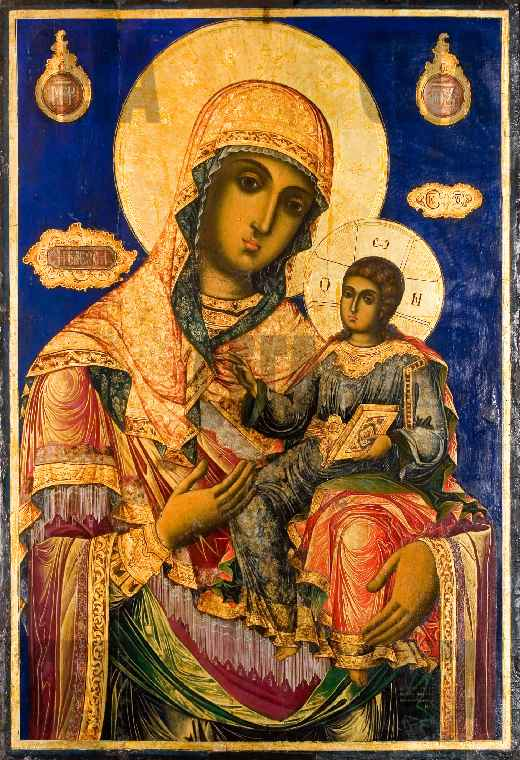
Maria cu tineri Isus, biserica Arhanghelului mihail, Mănăstirea Bachkovo
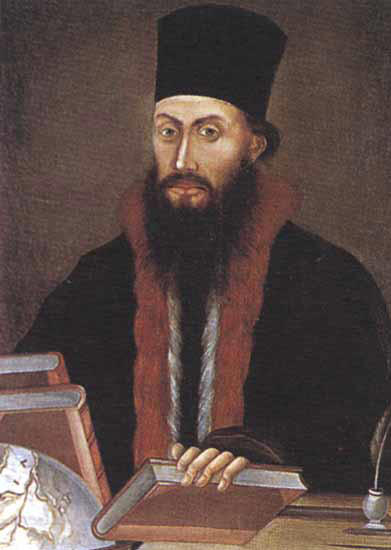
Portret de Neofit Rilski  (1838), Galeria Națională de Artă, Sofia
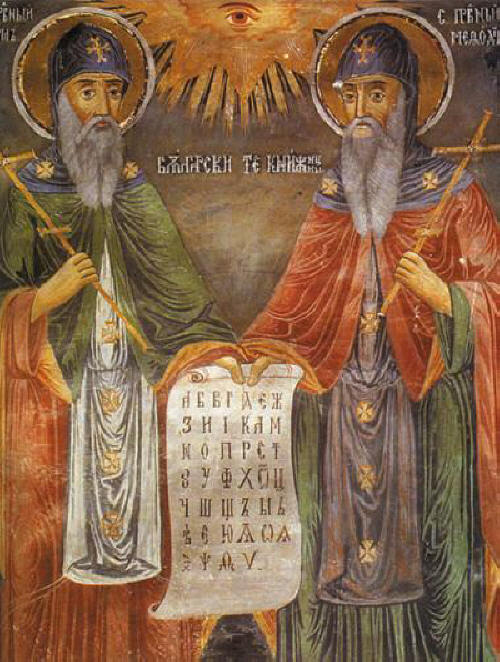
Sfinții Chiril și Metodiu (1848), Manastirea Troyan

## Legături externe
Materiale media legate de Zahari Zograf la Wikimedia Commons
- Roata Vieții la Mănăstirea Schimbării la față